# Bolitoglossa huehuetenanguensis
Espèce
Bolitoglossa huehuetenanguensis est une espèce d'urodèles de la famille des Plethodontidae.

## Répartition
Cette espèce est endémique du département de Huehuetenango au Guatemala. Elle se rencontre de 2 450 à 2 835 m d'altitude dans la Sierra de los Cuchumatanes.

## Description
Les 14 spécimens observés lors de la description originale mesurent en moyenne 86,11 mm dont 39,36 mm pour la queue.

## Étymologie
Son nom d'espèce lui a été donné en référence au lieu de sa découverte, le département de Huehuetenango.

## Publication originale
- Campbell, Smith, Streicher, Acevedo & Brodie, 2010 : New salamanders (Caudata: Plethodontidae) from Guatemala, with miscellaneous notes on known species. Miscellaneous Publications Museum of Zoology University of Michigan, no 200, p. 1-66.